# Bernadotte Lujza dán királyné
Bernadotte Lujza (ismert még mint Svédországi Lujza, teljes nevén Lujza Jozefina Eugénia, svédül: Lovisa av Sverige, dánul: Louise af Sverige; Stockholm, 1851. október 31. – Koppenhága, 1926. március 20.), a Bernadotte-házból származó svéd és norvég királyi hercegnő, XV. Károly svéd király és Hollandiai Lujza királyné első és egyetlen felnőttkort megért gyermeke, aki VIII. Frigyes dán királlyal kötött házassága révén Dánia királynéja 1906-tól férje 1926-os haláláig. Gyermekei között két későbbi uralkodó is megtalálható, X. Keresztély dán király és VII. Haakon norvég király.

## Élete
Stockholmban született a Bernadotte-ház tagjaként. Szülei XV. Károly svéd király és Lujza svéd királyné voltak. Öccse halála után szülei egyetlen gyermeke maradt. Apja fiúkhoz hasonlóan szabadabban nevelte, így kiegyensúlyozott, természetes személyiség vált belőle.
1869-ben feleségül ment Frigyes dán királyi herceghez.

## Fordítás
- Ez a szócikk részben vagy egészben a Louise of Sweden című angol Wikipédia-szócikk ezen változatának fordításán alapul.  Az eredeti cikk szerkesztőit annak laptörténete sorolja fel. Ez a jelzés csupán a megfogalmazás eredetét és a szerzői jogokat jelzi, nem szolgál a cikkben szereplő információk forrásmegjelöléseként.

| Svédországi Lujza Bernadotte-ház Született: 1851. október 31. Elhunyt: 1926. március 20. |                                                     |                                             |
|                                                                                          |                                                     |                                             |
| Előző Hessen–Kasseli Lujza                                                               | Dánia királynéja 1906. január 29. – 1912. május 14. | Következő Mecklenburg–Schwerini Alexandrina |